# Tẩy lông bikini

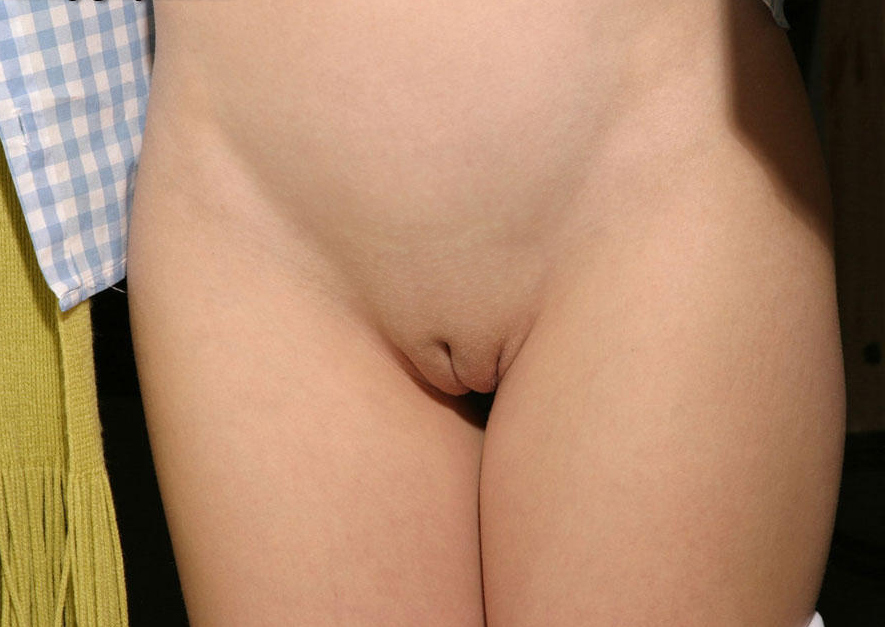
Lông mu của phụ nữ được tẩy sạch sẽ.

Tẩy lông bikini là loại bỏ lông mu bằng cách sử dụng một loại sáp đặc biệt, có thể nóng hoặc lạnh, khi sáp đã bám dính vào lông thì kéo chúng ra thật nhanh. Loại tẩy lông này chủ yếu dùng ở phụ nữ để thoải mái mặc trang phục bikini trên các bãi biển. Việc mặc bikini sẽ dễ làm lộ rõ vùng lông ở háng, do yếu tố thẩm mỹ hoặc vì xấu hổ nên việc loại bỏ là cần thiết. Ngày nay đã phổ biến dịch vụ tẩy theo cách này ở nhiều cơ sở dịch vụ.

## Kỹ thuật

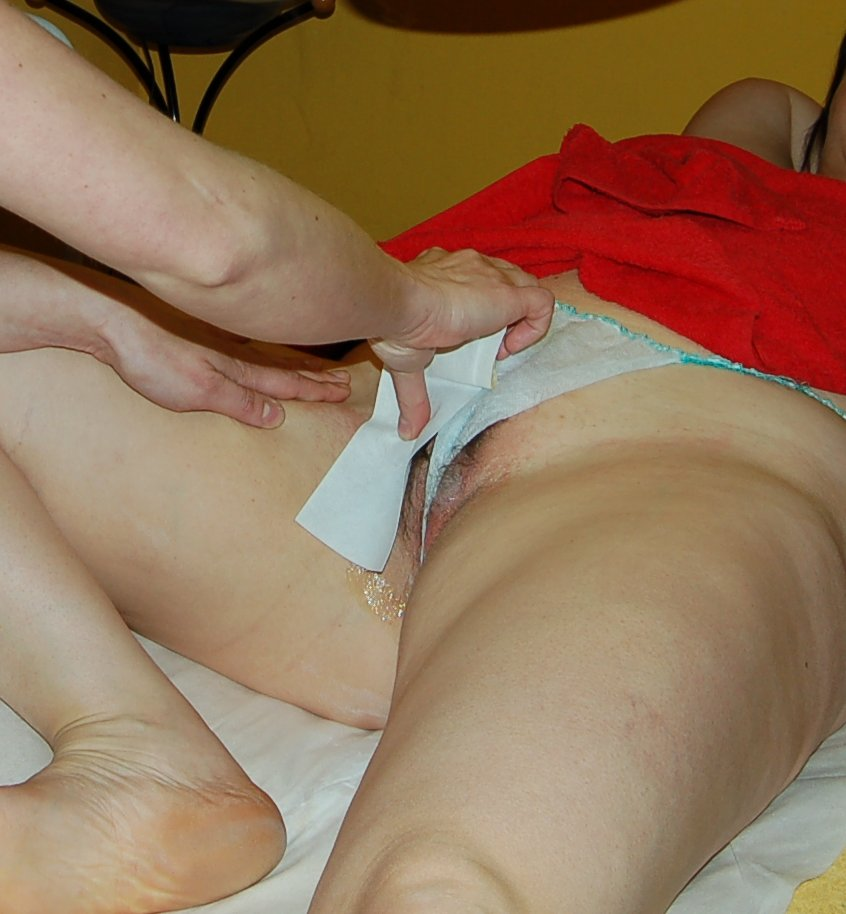
Tẩy lông dùng miếng dán trên nữ giới

Nếu một người chưa bao giờ tẩy lông trước đó hoặc không được tẩy lông trong một thời gian dài, có thể sẽ phải cần phải tỉa lông mu bằng kéo hoặc dao cạo điện trước khi tẩy lông. Một thử nghiệm trước sẽ được thực hiện thường là ở đùi trên, để kiểm tra dị ứng hoặc độ nhạy cảm của da với các thành phần trong sáp. Đôi khi thuốc ức chế tăng trưởng lông được bôi sau khi tẩy lông, làm chậm quá trình mọc lại của lông nếu áp dụng hàng ngày trong một thời gian dài.
Một cách phổ biến là bôi một chất tẩy rửa và bột sát trùng vào khu vực lông trước khi tẩy lông. Sáp được bôi bằng thìa theo hướng thuận của lông, kích thước bôi là một vùng da rộng khoảng 2 inch (5,1 cm) và dài 4 inch (10 cm). Khi sáp đã được bôi, các dải sáp được kéo ra ngược với hướng mọc của lông trong khi vẫn giữ được độ căng của da. Việc kéo ra càng nhanh càng tốt.
Vùng lông mu là một trong những vùng nhạy cảm nhất trong cơ thể và trong suốt quá trình bôi thuốc phải đặc biệt chú ý để tránh kích ứng. Đau đớn trực tiếp do tẩy lông có thể ít hoặc nhiều, có thể tiếp tục từ vài giây đến vài phút. Một số người ít đau hơn trong các lần tẩy tiếp theo. Hữu ích hơn là dùng một loại thuốc chống viêm nhẹ (như ibuprofen) một giờ trước khi tẩy lông để giảm đau ngâm day dẳng từ việc tẩy lông. Các sản phẩm như thuốc gây tê cũng được dùng để giảm bớt cơn đau. Tẩy sáp bikini khi mang thai thường đau hơn, do độ nhạy cảm tăng. Loại sáp được sử dụng cho các dòng bikini thường được làm từ hỗn hợp sáp ong và dầu cao nhiều hơn là sử dụng các loại sáp tổng hợp phổ biến. Sáp ong được coi là mạnh hơn và hiệu quả hơn trong việc loại bỏ lông mu dày hơn và thô hơn.
Đôi khi lông bị xù là kết quả của việc tẩy lông. Lông còn sót có thể được loại bỏ bằng nhíp hoặc dụng cụ khác. Đau khó chịu sau tẩy lông thường kéo dài từ hai đến năm ngày, hoặc có thể ít hơn. Bôi dầu trứng trong vài ngày sau khi tẩy lông có thể giúp giữ ẩm cho da và giảm viêm, giảm đau hoặc giảm tăng trưởng của vi khuẩn. Với việc loại bỏ lông thường xuyên, lông mu trở nên yếu hơn và mọc chậm hơn, từ đó việc loại bỏ dễ dàng hơn với ít đau hơn và việc tẩy lông sẽ ít thường xuyên hơn.

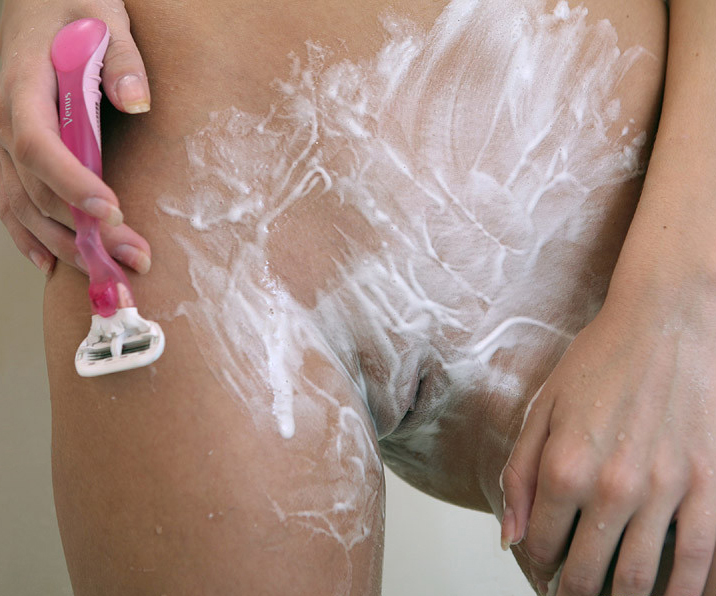
Tẩy lông bikini cũng có thể thực hiện bằng dao cạo.

## Sức khỏe
Trong một năm 2016, Tạp chí Hiệp hội Y khoa Hoa Kỳ đã công bố một nghiên cứu trong đó cho thấy trong số 3.316 phụ nữ Mỹ được khảo sát, 84% báo cáo về lịch sử tẩy lông của họ, 59% trong đó nói rằng động lực chính là vì mục đích vệ sinh.
Tẩy lông vùng bikini đã được ghi nhận là đã làm giảm đáng kể rận mu trên phạm vi toàn cầu. Tuy nhiên, cộng đồng y tế cũng phát hiện sự gia tăng của viêm nang lông, hoặc nhiễm trùng quanh nang lông, ở những phụ nữ thường tẩy hoặc cạo vùng lông bikini của họ.

## Thái độ xã hội

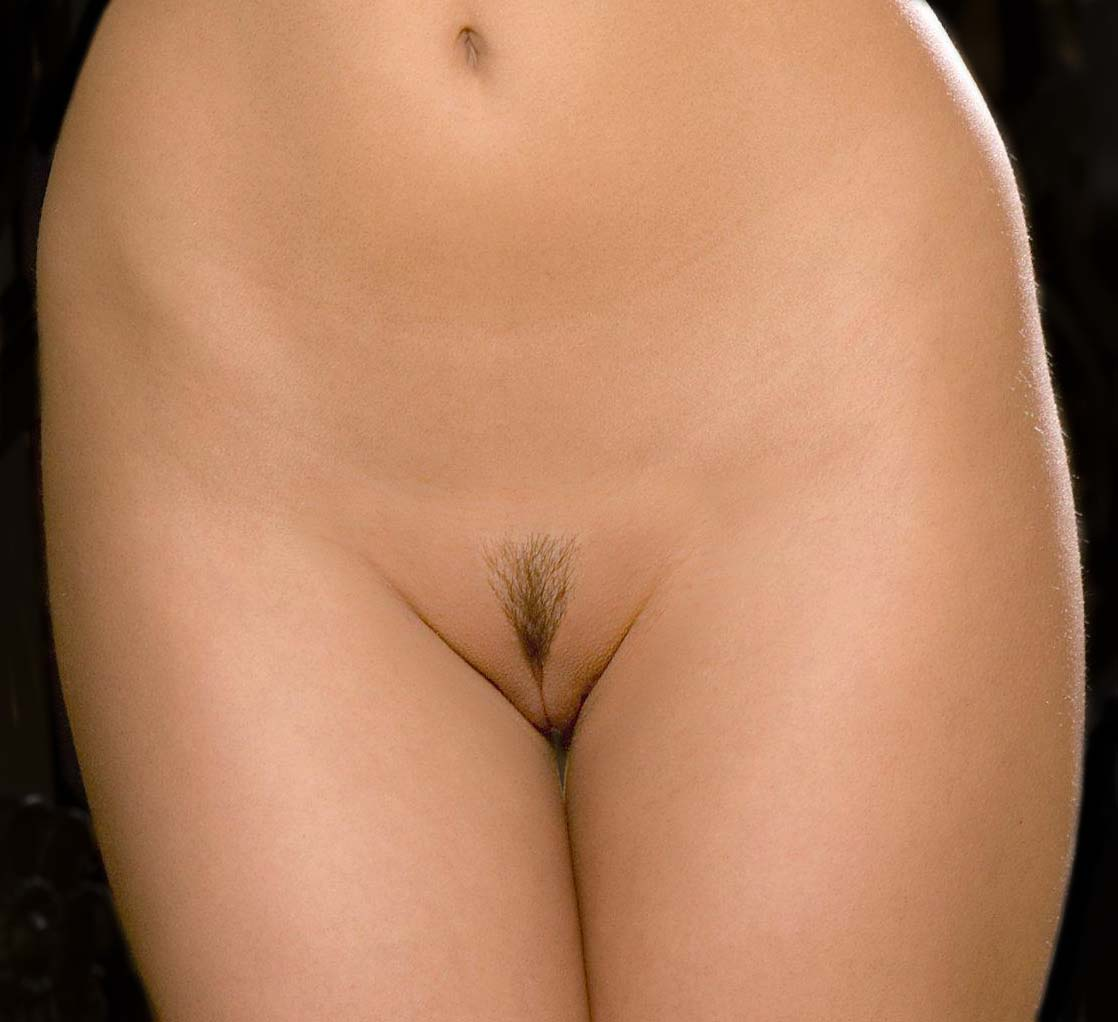
Vùng sinh dục của phụ nữ sau khi được tẩy lông thành hình tam giác

Trong các xã hội ở Trung Đông qua nhiều thế kỷ, việc loại bỏ lông trên cơ thể phụ nữ được coi là vệ sinh đúng cách theo phong tục. Trong Hồi giáo, điều này được gọi là một hành động của fitrah. Theo nhà dân tộc học F. Fawcett vào năm 1901, ông đã quan sát thấy việc loại bỏ lông trên cơ thể, bao gồm cả lông mu âm hộ, tương tự phong tục của phụ nữ Hindu thuộc đẳng cấp Nair.
Trong các xã hội phương Tây, loại bỏ lông trên cơ thể phụ nữ (trừ tóc, lông mi và lông mày) theo truyền thống được coi là phù hợp.
Liên quan đến lông mu, do với việc giảm kích thước của đồ bơi, đặc biệt là khi xuất hiện và phổ biến thời trang bikini từ năm 1946, dẫn đến loại bỏ váy trên đồ bơi, kiểu dáng của lông mu được chú ý hơn. Việc tẩy lông mu nhiều hơn nữa tiếp tục khi có sự xuất hiện và phổ biến của các loại độ bơi cỡ nhỏ hơn.
Những thay đổi trong phong cách đồ lót cũng khuyến khích loại bỏ lông mu.(tr139) Việc loại bỏ hoàn toàn lông mu, như kiểu Brazil khiến tăng tính khiêu dâm và quyến rũ. Một cái quần lót màu nude được một số người coi là trẻ trung hơn.:59 Theo Tschachler, Devine và Draxlbauer, loại bỏ tất cả lông trên cơ thể có thể xem là một khía cạnh quan trọng của nữ tính.:60